# Chapter Three: Holly, Jolly
Chapter Three: Holly, Jolly is de derde aflevering van de televisieserie Stranger Things. De aflevering werd geschreven door Jessica Mecklenburg en geregisseerd door Shawn Levy.

## Verhaal
Barbara ontwaakt in een andere dimensie. Ze bevindt zich in het zwembad waar ze werd aangevallen door een monster, maar ditmaal is het zwembad leeg, duister en ligt er overal een slijmerige en buitenaardse begroeiing. Wanneer ze uit het zwembad probeert te kruipen, wordt ze door het monster opnieuw naar beneden gesleurd.
Joyce heeft de kamer waar de radio aansprong vol met lampen gezet. Ze hoopt op die manier te kunnen communiceren met Will. Jonathan denkt echter dat zijn moeder gek aan het worden is. Wat later koopt ze kerstlampjes zodat ze het hele huis vol kan hangen met lampen.
Terwijl Mike naar school is, gaat Eleven op verkenning in diens huis. Ze ziet op televisie een reclamespot van Coca-Cola en herinnert zich plots een experiment dat op haar werd uitgevoerd. Onder toezicht van dr. Brenner moest ze ooit een blikje cola platdrukken met haar geest. Wat later herinnert ze zich ook dat ze door Brenner verplicht werd om een kat te doden met haar geest. Ze weigerde dit toen, waardoor ze haar opnieuw wilden opsluiten in de isoleercel. Eleven verzette zich en doodde haar twee bewakers met haar geest.
Hopper onderzoekt de ventilatieschacht die uitgeeft op het Nationaal Laboratorium van het Ministerie van Energie. De organisatie toont bewakingsbeelden van de avond van Wills verdwijning, maar daarop is niks verdachts te zien. Hopper vermoedt echter dat de beelden getrukeerd zijn en dat de organisatie liegt, omdat er op de bewakingsbeelden geen regen te zien is. In het krantenarchief van de bibliotheek ontdekt Hopper dat dr. Brenner in het verleden ook al gelinkt werd aan de mysterieuze verdwijning van een kind. Een zekere Terry Ives getuigde ooit dat haar dochter door Brenner werd meegenomen en dat hij nadien experimenten met LSD op haar uitvoerde.
Nancy begint zich zorgen te maken over Barbara. Niemand heeft haar nog gezien sinds het zwembadfeestje of heeft een idee waar ze zich bevindt. Haar vriendje Steve maakt zich meer zorgen om Jonathan, van wie ze te weten komen dat hij stiekem foto's heeft genomen van het zwembadfeestje. Steve en zijn vrienden verscheuren de foto's en vernietigen Jonathans fototoestel. Nancy, die opmerkt dat Jonathan ook een foto van Barbara aan het zwembad heeft genomen, besluit uiteindelijk om zelf op onderzoek te gaan. Ze vindt de auto van Barbara terug in de buurt van Steves huis, maar Barbara zelf is nergens te bespeuren. In het bos achter Steves huis wordt ze opgeschrikt door een mysterieus wezen, waardoor ze snel naar huis loopt. Daar vertelt ze haar moeder dat ze vreest dat er iets ernstig met Barbara gebeurd is.
Eleven leidt Mike, Lucas en Dustin naar het huis van Will, tot grote ergernis van de drie vrienden, die denken dat Eleven hen aan het lijntje houdt. Ondertussen heeft Joyce opnieuw contact met Will. Hij communiceert met zijn moeder door de kerstlampjes te laten branden. Hij vertelt haar dat hij in gevaar is en raadt haar aan om te vluchten. Vervolgens kruipt er een monster zonder gelaat uit de muur van de woonkamer. Terwijl Eleven, Mike, Lucas en Dustin naar huis fietsen, merken ze sirenes op. Ze volgen het lawaai en zien hoe het lijk van hun verdwenen vriend door de politie uit het water wordt gevist.

## Rolverdeling
- Winona Ryder – Joyce Byers
- David Harbour – Jim Hopper
- Millie Bobby Brown – 011 / Eleven / El
- Finn Wolfhard – Mike Wheeler
- Gaten Matarazzo – Dustin Henderson
- Caleb McLaughlin – Lucas Sinclair
- Charlie Heaton – Jonathan Byers
- Natalia Dyer – Nancy Wheeler
- Joe Keery – Steve Harrington
- Shannon Purser – Barbara Holland
- Matthew Modine – Dr. Martin Brenner
- Cara Buono – Karen Wheeler

## Verwijzingen naar popcultuur
De aflevering speelt zich af in 1983 en bevat verschillende verwijzingen naar en hommages aan de popcultuur van de jaren 1970 en 1980.
- Dustin vraagt aan Eleven om een speelgoedversie van de Millennium Falcon te laten vliegen.
- In de kamer van Will hangt een poster van Jaws (1975).
- Eleven ziet op de televisiebeelden onder meer Ronald Reagan en He-Man and the Masters of the Universe (1983)
- De scène waarin Eleven naar verschillende televisiekanalen zapt, is een hommage aan een soortgelijke scène in E.T. the Extra-Terrestrial (1982), waarin het buitenaards wezen E.T. naar verschillende televisiekanalen zapt.
- De scène waarin Eleven als onderdeel van een experiment gevraagd wordt om een blikje cola plat te drukken met haar geest is een verwijzing naar de sciencefictionfilm Firestarter (1984), waarin de jonge Charlie (Drew Barrymore) tijdens een experiment vuur creëert met haar geest.
- In de kamer van Nancy hangt een poster van Tom Cruise.
- Lucas heeft het plan om het monster te doden met zijn slinger. Hetzelfde wapen wordt in de Stephen King-roman It (1986) gebruikt om het monsterachtige wezen uit te schakelen.
- Het beeld van de peuter Holly die naar de muur staart waar eerder een monster te zien was, is een verwijzing naar de bekende scène uit Close Encounters of the Third Kind (1977), waarin de peuter Barry de voordeur opent en naar een ruimteschip staart. Beide peuters worden door hun moeder snel weggeleid van het gevaar.